# Distretto di Trashigang
Trashigang è uno dei 20 distretti (dzongkhag) che costituiscono il Bhutan. Il distretto appartiene al dzongdey orientale.

## Municipalità
Il distretto consta di quindici gewog (raggruppamenti di villaggi):
- gewog di Bartsham
- gewog di Bidung
- gewog di Kanglung
- gewog di Kangpara
- gewog di Khaling
- gewog di Lumang
- gewog di Merak
- gewog di Phongmey
- gewog di Radhi
- gewog di Sakten
- gewog di Samkhar
- gewog di Shongphu
- gewog di Thrimshing
- gewog di Uzorong
- gewog di Yangneer